# 翅瓣黄堇
翅瓣黄堇（学名：Corydalis pterygopetala）为罂粟科紫堇属下的一个种。

## 扩展阅读
- 維基物種上的相關：翅瓣黄堇